# Thrixspermum platystachys
Thrixspermum platystachys är en orkidéart som först beskrevs av Frederick Manson Bailey, och fick sitt nu gällande namn av Rudolf Schlechter. Thrixspermum platystachys ingår i släktet Thrixspermum och familjen orkidéer. Inga underarter finns listade i Catalogue of Life.